# Patania imbecilis
Patania imbecilis is een vlinder uit de familie van de grasmotten (Crambidae). De wetenschappelijke naam van deze soort is voor het eerst gepubliceerd in 1888 door Frederic Moore.
Deze soort komt voor in India (West-Bengalen).